# Вулиця Інститутська (Буча)
Ву́лиця Інститу́тська — одна з вулиць міста Буча. Пролягає від початку забудови до вул. Леха Качинського.
Прокладена на поч. 20 ст. під час забудови новоутвореного дачного селища Буча під назвою Василівський проспект. Згодом здобула назву «вул. Артема». Сесія Бучанської міської ради 30 листопада 2006 р.вирішила присвоїти вул. Артема теперішню назву.
Прилучаються вулиці Революції, Тургенєва, Сілезька, Яснополянська, Ярослава Мудрого, Вокзальна.

## Історичне значення
За адресою «Василівський просп.,6» (нині незабудована ділянка між садибами № 59 та № 55) батько М. О. Булгакова придбав земельну ділянку та спорудив дачу. Відтоді щороку численна родина Булгакових проводила тут літо. Дача згоріла 1918 р. Нині на цьому місці поставлено пам'ятний знак.